# Trinity Blood
Trinity Blood (トリニティ・ブラッド?, Toriniti Buraddo) è una serie di light novel scritta da Sunao Yoshida e illustrata da Thores Shibamoto, pubblicata in Giappone a partire dal 2001. Visto il successo, la casa editrice Kadokawa Shoten ha deciso di affidare all'artista Kiyo Kyujo una versione a fumetti, serializzata in Giappone su Asuka e di cui Planet Manga cura l'edizione italiana, diffusa dal settembre del 2007 al dicembre 2018. Dopo la morte di Yoshida, il suo amico Kentarō Yasui, nonché autore dei romanzi di Ragnarǫk, si è impegnato nel completare le restanti storie, così come è accaduto per il manga.
Nel 2005 ha preso vita anche una serie animata di 24 episodi, realizzata dal celebre studio Gonzo e pubblicata in Italia in DVD da parte di Yamato Video.

## Trama
Quando la popolazione della Terra aumentò drasticamente, l'umanità tentò di colonizzare Marte. Durante la colonizzazione furono scoperte due tecnologie aliene: le nanomacchine Bacillus e Crusnik. I coloni installarono il Bacillus nei loro corpi, che li trasformò in Methuselah. Invece installarono il Crusnik negli organismi di quattro bambini concepiti in provetta: Seth, Cain, Abel e Lilith i cui corpi rafforzati erano gli unici in grado di sopravvivere alla procedura.
Quando i coloni tornarono sulla Terra, scoppiò una guerra tra i Methuselah e gli esseri umani rimasti. Abel, Cain e Seth si schierarono dalla parte dei Methuselah mentre Lilith sostenne la fazione dell'uomo. La continua guerra infine portò all'Armageddon, l'evento apocalittico accaduto 900 anni prima dall'inizio della storia. Durante la guerra, Cain impazzì e uccise Lilith. Afflitto dal dolore, Abel portò il suo corpo in Vaticano, dove fu sepolta e dove lui rimase al suo fianco piangendo per 900 anni.
All'inizio della storia, i vampirici Methuselah, essendo ancora una grande forza politica e militare, continuano a fare la guerra contro i "Terran", come chiamano i normali esseri umani. La Santa Romana Chiesa, invece, è anch'essa una grande potenza militare ed è decisa a proteggere gli esseri umani dai Methuselah, con la sua sede di potere situata nel Vaticano. Inoltre i Methuselah hanno la loro capitale a Bisanzio, che è circondata da un campo di particelle che filtrano i raggi ultravioletti per proteggere la loro popolazione.
Entrambi i gruppi utilizzano le "tecnologie perdute", come aeronavi, missili e computer, per intraprendere una guerra fredda l'uno contro l'altro. Una terza grande potenza, Albion, svolge un ruolo nella guerra con il suo arsenale superiore di tecnologia perduta, armi e maggiore capacità manifatturiera rispetto al Vaticano. La monarchia indipendente di Albion è un paese essenzialmente umano, ma il segreto della loro esperienza nella tecnologia perduta si trova nel Ghetto, una città sotterranea di schiavi Methuselah. Sono questi Methuselah che gestiscono e realizzano la tecnologia perduta, ma con la morte della regina di Albion, alcuni dei vampiri schiavi hanno iniziato una ribellione per la libertà di tutti i residenti del Ghetto.

### Differenze tra gli adattamenti

Copertina del primo volume dell'edizione italiana del manga

Mentre le serie dei romanzi, del manga e dell'anime coprono di base tutte la stessa storia e presentano per la maggior parte gli stessi personaggi, ci sono alcune differenze piccole o grandi. Ciascuno ha la propria variazione sui grandi archi della storia, e, in generale, i romanzi danno più dettagli riguardanti gli elementi politici e le informazioni sulle storie. Ci sono un paio di modifiche minori sui nomi e molti dettagli contenuti nei romanzi che non figurano nel manga o nell'anime.
L'artwork è diverso in tutte e tre le versioni, come ci si può aspettare dal momento che i character design di ogni opera sono stati creati da artisti diversi. Ci sono somiglianze, però, tra il manga e i romanzi, visto che Kiyo Kyujo ha basato il suo lavoro sul design originale di Thores Shibamoto. Nella serie anime, la natura malvagia e fredda di Dietrich von Lohengrin si riflette nel suo aspetto, mentre nel manga il ragazzo è più delicato, caratterizzato da un design da bishōnen che è incongruente con la sua vera natura. Allo stesso modo, Endre è descritto come un ragazzo di circa 10-12 anni, mentre nell'anime gli viene dato l'aspetto di un adulto. In aggiunta alle varianti d'aspetto, esistono differenze nelle relazioni dei personaggi tra le diverse versioni, e ci sono alcuni personaggi che sono unici per ogni adattamento. Suor Noelle, la cui morte devasta Abel nella serie anime e nei romanzi, non esiste nel manga. In alternativa, né l'anime né il manga citano i due "fratelli" di Tres.
A seconda dell'adattamento, alcuni eventi si verificano in diversi punti della storia, mentre altri non compaiono affatto. Gli episodi in stile introduttivo dell'anime sono basati sulle storie dei romanzi con gli stessi nomi, ma sono raccontati in una vicenda diversa. Ad esempio, nel romanzo, From the Empire, il capitolo in cui si Abel incontra Asthe è il terzo, dopo Flight Night e Witch Hunt, tuttavia, nell'anime, From the Empire è l'undicesimo episodio, venendo dopo l'arco the Star of Sorrow e l'incidente di Silent Noise. Viceversa, il manga inizia con l'arco the Star of Sorrow in cui Abel incontra Esther e Dietrich. I fratelli Neumann e le loro storie si trovano solo nei romanzi. Nei romanzi è Abel, che interrompe la riunione dei cardinali, invece di Caterina o di Leon, e le uniche persone disponibili a esaminare l'incidente di Silent Noise a Roma sono Abel, Tres e Leon.

## Personaggi

Abel e Esther

### Gli umani
Gli umani una volta tentarono di colonizzare Marte dopo una massiccia esplosione demografica. Ma su Marte, scoprirono le nanomacchine Bacillus e Crusnik. Quando le nanomacchine Bacillus furono incorporate negli esseri umani, vennero infettati da un virus che li mutò in vampiri, che dovevano nutrirsi di sangue per sopravvivere. I vampiri - che adesso chiamano se stessi Methuselah - e gli uomini si scontrarono in una guerra gli uni contro gli altri e determinarono l'Armageddon. 900 anni più tardi, i superstiti umani stanno ancora cercando di riprendersi dagli effetti devastanti della guerra mentre tentano di trovare il modo per convivere con i Methuselah, nonostante la diffidenza e l'odio ancora evidenti su entrambi i lati. Il Vaticano fa da guida principale per la gente nella lotta in atto per la pace con i Methuselah, e affronta le fazioni disoneste che da entrambe le parti vorrebbero un prosieguo della guerra. La parola usata dai Methuselah per indicare l'uomo è "Terran", la Razza dalla breve esistenza.

### I Methuselah
I Methuselah, o Razza dalla lunga esistenza sono come vampiri che si nutrono di sangue umano e hanno una forza soprannaturale. I Methuselah hanno una vita prolungata, superiore resistenza e maggiore velocità. Sono anche dotati delle capacità di guarigione e di rigenerazione.
Oltre alla loro forza atletica e resistenza, i Methuselah possiedono anche diversi poteri specifici. In genere questo potere si manifesta sotto forma di una lama che esce dalle braccia, artigli, o addirittura come affilati capelli prensili. Alcuni Methuselah possiedono la capacità di volare (solo nell'anime), mentre altri si mostrano anche in grado di controllare alcuni poteri elementali, come il fuoco e il ghiaccio. Tutti sono in grado di andare in "modalità haste", con la quale acquistano un'incredibile rapidità di movimento, tramite la stimolazione del loro sistema nervoso; se la usano troppo a lungo possono affaticarsi in maniera grave.
I Methuselah vengono creati in due modi: nascendo da genitori Methuselah o da un essere umano infettato con il virus Bacillus che provoca la condizione di vampiro. Invece se un Methuselah e un'umana generano un figlio sarà come quest'ultima. I Methuselah regolarmente devono bere sangue umano, perché il virus distrugge costantemente i loro globuli rossi. A differenza dei vampiri del mito, i Methuselah di Trinity Blood possono avere figli e possono mangiare e gustare il cibo normale. Tuttavia, i proiettili d'argento possono causare gravi lesioni e la morte.

### I Krusnik
I Krusnik sono vampiri, che si nutrono del sangue di altri vampiri. Posseggono un immenso potere e potenziale distruttivo e sono quasi invincibili. Mentre i Methuselah sono o nati o infettati, i Krusnik sono esseri unici creati a seguito di un esperimento durante il Progetto di colonizzazione di Marte. I quattro Krusnik, Cain, Seth, Abel e Lilith, sono bambini concepiti in provetta creati per il Progetto di colonizzazione dalla UNASF con organismi geneticamente potenziati. In loro sono state inserite le nanomacchine Crusnik trovate su Marte perché i loro corpi rafforzati sono gli unici in grado di sopravvivere alla procedura. Le esatte circostanze dietro l'impianto del Krusnik in Seth, Abel e Lilith sono sconosciuti, mentre quello di Cain è stato fatto da Seth per salvargli la vita dopo un incidente mortale.

## Colonna sonora
Sigla iniziale
- Dress (BLOODY TRINITY MIX) dei Buck-Tick

Sigla finale
- Broken Wings di Tomoko Tane
- TB No. 45 Resolution di Tomoko Tane (ep. 24)

Altri brani
- Let me hear di Tomoko Tane (ep. 17)
- Requiem~Inori (Requiem~祈り?) di lisa (ep. 25)

## Doppiaggio
Il doppiaggio italiano, a cura di Yamato Video è stato effettuato presso gli studi Raflesia di Milano, sotto la direzione di Dania Cericola.
| Personaggio                      | Doppiatore giapponese | Doppiatore italiano |
| -------------------------------- | --------------------- | ------------------- |
| Abel Nightroad                   | Hiroki Tōchi          | Patrizio Prata      |
| Caterina Sforza                  | Takako Honda          | Loredana Nicosia    |
| Esther Blanchett                 | Mamiko Noto           | Debora Magnaghi     |
| Astaroth Asran                   | Michiko Neya          | Cinzia Massironi    |
| Augusta Vradica / Seth Nightroad | Yuki Matsuoka         | Donatella Fanfani   |
| Isaak Fernand von Kampfer        | Keiji Fujimara        | Ivo De Palma        |
| Hugue de Watteau                 | Shinya Kitade         | Gabriele Calindri   |
| Tres Iques                       | Kazuya Nakai          | Gianluca Iacono     |
| Noelle Bor                       | Sayaka Ōhara          | Dania Cericola      |
| Francesco de' Medici             | Jūrōta Kosugi         | Federico Danti      |
| Papa Alessandro XVIII            | Yoshinori Fujita      | Alessandro Rigotti  |
| Sorella Paula Souwauski          | Yūko Kaida            | Stefania Patruno    |
| Jessica Lang                     | Ryoko Ono             | Patrizia Mottola    |
| Ion Fortuna                      | Junko Minagawa        | Renato Novara       |
| Kate Scott                       | Hitomi Nabatame       | Alessandra Karpoff  |
| Leon Garcia de Asturias          | Tsuyoshi Koyama       | Diego Sabre         |
| Wendy                            | Yukari Tamura         | Emanuela Pacotto    |
| Radu Barvon                      | Katsuyuki Konishi     | Lorenzo Scattorin   |
| Vaclav Havel                     | Fumihiko Tachiki      | Luca Bottale        |
| William Walter Wordsworth        | Tōru Ōkawa            | Marco Balzarotti    |
| Peter                            | Takaya Kuroda         | Patrizia Mottola    |
| Sorella Agnes                    | Hōko Kuwashima        | Patrizia Scianca    |

## Episodi
| Nº | Titolo italiano | In onda           | In onda          |
| Nº | Titolo italiano | Giapponese        | Italiano         |
| 1  | Flight night | 28 aprile 2005    | 30 dicembre 2010 |
| 1  | Padre Abel Nightroad è a bordo del dirigibile Tristan quando viene dirottato da un vampiro, il conte Alfred Meinz, che intende mandare in crash il dirigibile in Vaticano. funzionari del Vaticano si rendono conto quanto è successo e gli ordini cardinale Francesco di Medici per un missile essere mirati al dirigibile. Nel frattempo, Abel è in grado di riprendere il controllo della Tristan usando la sua conoscenza di Lost Technology. Jessica Lange, una hostess con esperienza di volo, ha il compito di pilotare il dirigibile mentre Abel affronta Meinz. La battaglia tra i due li porta alla cima del dirigibile, in cui Abel rivela che lui è un Crusnik, un vampiro che si nutre del sangue di altri vampiri; egli è quindi in grado di sconfiggere Meinz con facilità mentre nella sua nuova forma. Nel frattempo, padre Tres Iques arriva in un dirigibile del Vaticano e abbatte il missile che era stato lanciato in precedenza. |                   |                  |
| 2  | Witch hunt | 5 maggio 2005     | 30 dicembre 2010 |
| 2  | Abel e Tres hanno il compito di indagare sugli omicidi di diversi vampiri. Si incontrano una giovane ragazza di nome Elis Wasmayer che possiede poteri psichici , tra cui la possibilità di manipolare le menti di altre persone. Elis viene preso in custodia, anche se lei tenta poi di fuggire; Abel rifiuta di permetterle di essere ucciso dopo che è stato arrestato, causando Tres a lui bersaglio come un traditore. Dopo una sparatoria, durante la quale Abel disabilita temporaneamente Tres, Elis viene rapito da vampiri, spingendo Abel per tentare di salvarla. Un Tres riattivato individua la tana vampiro e riesce a inviare un gruppo di vampiri, mentre Abel affronta il capo del gruppo di sequestro di persona con la sua forma Crusnik. Tres trova Abel ed Elis dopo i combattimenti e sostiene che non li può uccidere e completare gli ordini, in quanto è a corto di munizioni . Quando il trio è poi un'imboscata da parte del capo che è stato pensato per essere morta, Tres le spara, rivelando che non è mai stato in realtà a corto di munizioni. |                   |                  |
| 3  | The star of sorrow I. City of blood | 12 maggio 2005    | 6 gennaio 2011   |
| 3  | Abel viene inviato a Istvan (Budapest), una città governata da un vampiro, il conte Gyula Kadar, per trovare la "Stella del dolore. Al suo arrivo, incontra suor Esther Blanchett, una suora travagliata di chi apprende ha ucciso uno dei luogotenenti di Kadar per vendicare l'omicidio di sua madre adottiva . Sotto l'influenza di un uomo di nome Dietrich von Lohengrin, Ester ha in programma di effettuare un altro assassinio . Tuttavia, le truppe di Kadar arrivano, uccidere Dietrich, catturare Abel e Ester, e procedere di bruciare la chiesa in cui si trovavano. |                   |                  |
| 4  | The star of sorrow II. Hunter's banquet | 19 maggio 2005    | 6 gennaio 2011   |
| 4  | Abel ed Ester sono rapiti dal conte Kadar per sapere che ha intenzione di utilizzare un sistema di chiamata Stella del dolore per annientare gli umani di Istvan. Egli informa i due che svolge le sue intenzioni a causa di quello che era successo alla sua ex moglie, che aveva amato l'uomo e ha scelto di costruire la stella di dolore per fornire energia per loro. Ella è stata uccisa mentre era fuori in città ad aiutare gli esseri umani, in tal modo inducendo l'odio di Kadar verso coloro e vendicarsi. Tuttavia, i tre scoprono che Dietrich, che stava lavorando anche per Kadar, è vivo e ha riprogrammato la stella di dolore in un'arma di distruzione di massa, nel tentativo di riavviare la guerra tra Terrestri(umani) e Matusalemme (vampiri). Abel riesce a distruggere la Stella del dolore attraverso la sua sequenza di autodistruzione e Kadar si uccide . |                   |                  |
| 5  | Yesterday, today and tomorrow | 26 maggio 2005    | 13 gennaio 2011  |
| 5  | Abel prende Ester al Vaticano a Roma, dove lei può unirsi unità AX del cardinale Caterina Sforza ed essere in grado di formare in operazioni di combattimento. Tuttavia, Ester scopre ben presto di perderso tra i suoi un ambiente non familiare e incontra un giovane sotto un pergolato che piange e si sente in grado di esercitare le sue funzioni. Lei gli dà incoraggiamento davanti al Padre Tres arriva per recuperare la sua ed è sorpreso di apprendere che il ragazzo è in realtà il giovane Papa Alessandro XVIII. |                   |                  |
| 6  | Sword Dancer | 9 giugno 2005     | 13 gennaio 2011  |
| 6  | Padre Hugue de Watteau viene inviato per indagare sull'omicidio di massa di sacerdoti che hanno avuto luogo in una chiesa di Amsterdam. Hugue salva sorella Agnes , l'unico superstite del l'attacco alla chiesa , da un vampiro che cerca di portarla via . I due sono poi catturato e portato ad un vampiro regionale il cui intento è quello di utilizzare una macchina per sondare i ricordi di Agnes per scoprire chi è responsabile degli omicidi. Agnes viene rilasciato dopo che i dati siano estratti dai suoi ricordi; Hugue, però, è legato e posto in una fossa in cui si deve combattere per la sua vita contro un lupo mannaro. Agnese, rifiutando di permettere Hugue morire , recupera il suo staff e la getta davanti a lui. Il vampiro regionale pugnala Agnes per rappresaglia, che invia Hugue in una furia omicida. Dopo aver fatto il lavoro rapido del lupo mannaro, uccide tutti i vampiri nell'edificio. In seguito, si scopre che Agnes sopravvive al suo infortunio e vive per vedere un altro giorno. |                   |                  |
| 7  | Never land | 16 giugno 2005    | 20 gennaio 2011  |
| 7  | All'ex membro AX padre Leon Garcia de Asturias gli è dato un accorciamento della sua pena detentiva in cambio del suo aiuto in una missione. Si unisce Padre Abel nelle indagini recenti attacchi di vampiri su varie navi che viaggiavano nei pressi di Albion. L'indagine porta i due a Never Land, un'isola in cui un professore Barrie era in esecuzione un orfanotrofio e la conversione illegalmente gli orfani in vampiri fiabeschi attraverso la sperimentazione. Attualmente, l'isola è abitata solo da bambini, che sono sotto la guida di Wendy e il suo amico Peter, su cui gli esperimenti non sono riusciti a lavorare. Quando Wendy e gli altri bambini cercano di uccidere Abele e Leon, Peter aiuta i due, ma è a sua volta attaccato da Wendy. Durante la battaglia che ne seguì, Leon distrugge il sistema di Tinkerbell, che aveva permesso Wendy per controllare gli altri bambini con i suoi pensieri. Quando Leon si muove per uccidere Wendy, Peter la protegge; è allora che Wendy si rende conto che lei aveva sbagliato nella sua animosità verso gli adulti. Non volendo i bambini a essere uccisi, Abel e Leon noleggiano una nave da carico per loro che è legato per Albion. |                   |                  |
| 8  | Silent noise | 23 giugno 2005    | 20 gennaio 2011  |
| 8  | Abel e Suor Noélle Bor hanno il compito di indagare sul crollo inspiegabile del Palazzo Nazionale di Barcellona, solo per sentirsi dire che il crollo non sembra essere il risultato di fallo -play. Usano una pausa nelle indagini per esplorare la città e godersi le bellezze che essa offre; durante il corso della giornata, un Noélle ubriaco dice ad Abel che lei è innamorata di lui, ma lui la rifiuta gentilmente . Quando l'indagine riprende più tardi quella sera , Noélle si reca in una società farmaceutica alla ricerca di ulteriori informazioni; altrove, Abel trova il corpo del professor Barrie. Isaak Fernand von Kämpfer appare e rivela ad Abel che il sistema Silent Noise è stato sviluppato dal professore ed è in grado di distruggere intere città in pochi istanti. Poi attiva l'arma e distrugge gran parte di Barcellona. Nella devastazione, Noélle viene ucciso e, anche se Abel è in grado di distruggere il sistema , Isaak sfugge. |                   |                  |
| 9  | Overcount I. The belfry of downfall | 30 giugno 2005    | 27 gennaio 2011  |
| 9  | Dopo aver perso l'elezione pontificia , monsignor Alfonso d'Este torna a Roma per la prima volta in cinque anni . Egli porta con sé un obelisco e una campana come regali destinati a , nelle sue parole , ritraggono la maestosità della città . Nel frattempo , Abel è tornato a Roma e disceso in una profonda depressione per la morte di suor Noélle e la sua mancata percezione di proteggerla. Ester cerca di convincerlo a tornare in Vaticano, ma non riesce a farlo , e Abel poi si dimette dalla sua posizione nel gruppo AX nonostante il tentativo del cardinale Sforza di convincerlo altrimenti. Gli agenti rimanenti sospettano che la campana Arcivescovo d'Este ha portato contiene un dispositivo di Silent Noise , ma quando è suonata durante il servizio serale , non succede nulla. |                   |                  |
| 10 | Overcount II. Lucifer's choice | 7 luglio 2005     | 27 gennaio 2011  |
| 10 | Il cardinale Sforza è posto agli arresti domiciliari per il suo sospetto di monsignor d'Este. Tuttavia, è presto rivelato che l'arcivescovo è in combutta con il Rosenkreuz Orden , con Isaak lavorare sotto di lui . Sapendo che sarebbe stato sospettato , aveva il dispositivo di Silent Noise collocato all'interno l'obelisco al posto della campana come misura preventiva . Dopo essere stato informato da Suor Ester che il cardinale Sforza è in pericolo , Padre Abel va in suo aiuto e si confronta con Isaak . Nel frattempo , l'unità AX viene a conoscenza della vera natura del l'obelisco e tenta di fermare l'Arcivescovo d'Este di attivare il sistema Silent Noise. Abel è in grado di sconfiggere Isaak con il suo 80% sotto forma di Crusnik; allo stesso tempo, l'arcivescovo d'Este viene catturato e impedito di distruggere Roma. Tuttavia, a causa del suo voto di non uccidere ancora, Abel sceglie di non finire Isaak, che allora fugge. |                   |                  |
| 11 | From the empire | 14 luglio 2005    | 3 febbraio 2011  |
| 11 | A Venezia, padre Abel si unisce a un agente di Matusalemme dall'Impero Nuovo dell'uomo, Duchessa Astharoshe Asran, in una missione per catturare l'assassino di massa, Enderle Kudza. Astha porta rancore personale contro Enderle perché aveva ucciso il suo ex compagno; inoltre svolge anche una grande quantità di disprezzo per interferenza terrestre in materia Empire e non ha alcun desiderio di lavorare con Abel. Quando i due individuano Enderle, Astha inizia una lotta esplosiva con lui che si traduce in la morte di molti terrestri attraverso danni collaterali. Enderle fugge e Astha viene salvato da Abel, che crolla poi a causa di ferite riportate dalla battaglia. Astha si occupa di Abel e gli rivela che lei si rammarica profondamente per la perdita di vite che aveva causato. Come Astha sta per essere deportato all'Impero per le sue azioni sconsiderate, i due si rendono conto che Enderle sta progettando di uccidere il Papa, in visita a Venezia per un'occasione speciale. Lavorando insieme, impediscono Enderle di completare i suoi piani e sono in grado di ottenere attraverso il suo sistema di difesa formidabile, che porta alla sua sconfitta. In seguito, Astha ringrazia Abel per il suo aiuto e sembra aver sviluppato un atteggiamento più positivo verso di lui. |                   |                  |
| 12 | The ibelis I. Evening visitors | 21 luglio 2005    | 3 febbraio 2011  |
| 12 | Le voci di un gruppo di vampiri pianificare l'assassinio del cardinale Sforza, che è attualmente in tour in Cartagine, sorgono. Un'esplosione si verifica all'interno del complesso in cui si è fermata, seguita da una visita inaspettata da Ion Fortuna, il quale rivela che è arrivato come un messaggero per consegnare un decreto imperiale dall'Impero. Scambiato per un assassino, Ion è ferito dal padre Tres prima di essere costretto a fare una via di fuga, senza consegnare il suo messaggio. Su richiesta del cardinale Sforza, padre Abel fa un tentativo di localizzare Ion e organizzare per la sua protezione. Nel frattempo, il fratello e la sorella Petro Orcini Paula Souwauski del Dipartimento di Inquisizione arrivano a Cartagine con l'intento di individuare Ion e affrontare la minaccia al cardinale Sforza. Quando Abel individua Ion e il suo complice, Radu Barvon, trova Suor Ester si affrontare il Matusalemme. Per il suo sgomento, Abel severamente la rimprovera per aver disobbedito suo ordine diretto per lei di rimanere fuori della questione. Come Abel cerca di negoziare con Ion e Radu, il Dipartimento dell'Inquisizione inizia il suo attacco. Abel decide di stallo la forza d'attacco in modo che gli altri possono avere la possibilità di fuggire; combatte Fratello Petro, anche se sceglie di non combattere seriamente e viene sconfitto. |                   |                  |
| 13 | The ibelis II. Betrayal blaze | 28 luglio 2005    | 10 febbraio 2011 |
| 13 | Suor Ester, Ion e Radu continuano il loro tentativo di fuggire dalla forza d'attacco. Tuttavia, Radu rivela che è stato lui ad interrompere la visita di Ion al cardinale Sforza, provocando l'esplosione in precedenza; egli afferma, inoltre, che era sempre in disaccordo con la nozione di imperatrice Augusta Vradica che terrestri e Matusalemme potevano convivere pacificamente e intende uccidere Ion in modo che i suoi ideali possono essere uditi. Dopo aver girato Padre Abel, che era tornato in aiuto del gruppo su una barca, Radu rivolge la sua pistola su Ion, ma viene aggredito e ucciso da Suor Paula prima di poterlo uccidere. Ester e Ion sono in grado di sfuggire con Abel sulla barca, e il fratello Petro, che salta inizialmente sul mestiere di affrontare i tre, i tag lungo dopo essere stato persuaso nel permettere agli ioni di incontrare con il cardinale Sforza. Suor Paula infonde la legge marziale a Cartagine e intende per il Dipartimento di Inquisizione di effettuare un'operazione di salvataggio, credendo Fratello Petro di essere stato rapito. Nel frattempo, Esther tratta infortunio di Ion mentre si riflette sulla sua ricordi di Radu. Addolorato per la morte del suo amico e sentire responsabile di ciò che era accaduto, Ion viene confortato da Esther e sviluppa un atteggiamento più positivo verso di lei. Altrove, si scopre che Radu è ancora vivo e in combutta con Dietrich del Rosenkreuz Orden. |                   |                  |
| 14 | The ibelis III. A mark of sinner | 4 agosto 2005     | 10 febbraio 2011 |
| 14 | I dirigibili del Dipartimento di Inquisizione che pattugliano i cieli improvvisamente iniziano ad attaccare la città. Ion decide che è il momento giusto per lui per fare un tentativo di incontrare il cardinale Sforza di nuovo, chiedendo una tregua temporanea tra il fratello Petro e lui. Nel frattempo, Dietrich, che si rivela essere il controllo dei dirigibili, rimprovera Radu per la sua incapacità di uccidere Ion e andare avanti il piano di la Rosenkreuz Orden di rompere le relazioni tra il Vaticano e l'Impero. Come Padre Abel, sorella Esther, fratello Petro, e Ion fare spazio per l'ambasciata dove il cardinale Sforza è, essi vengono fermati da Radu, che ha dirottato un serbatoio Goliath e intende uccidere Ion con esso e fare la sua morte sembrare il risultato di azioni terrestri. Spara sul gruppo e gravemente ferisce il fratello Petro e Ion. Spostamento di proteggere i suoi compagni, Abel vola in un impeto di rabbia, attivando il suo 80% in modalità Crusnik e si nutrono di ioni di sangue versato. Abel distrugge il Golia, uccidendo Radu nel processo, e sembra essere in direzione di Ion per alimentare il resto del suo sangue quando suppliche Esther per lui di stare lontano, aiutandolo a tornare in sé. |                   |                  |
| 15 | The night lords I. The return of envoy | 11 agosto 2005    | 17 febbraio 2011 |
| 15 | Padre Abel e Suor Ester accompagnano Ion torna a Bisanzio , la capitale dell'Impero Umano Nuovo . Lì, i tre vanno a incontrarsi con la nonna di Ion, duchessa Mirka Fortuna della Moldavia, al suo palazzo per organizzare un incontro con l'imperatrice. Arrivano al palazzo solo per trovare tutti dentro morti, tra cui Duchessa Fortuna, e Auto - Jägers, i soldati non morti con abilità vampiro-simili, del Rosenkreuz Orden in attesa. Dopo i servi vengono sconfitti, i tre sono di fronte al di fuori dai soldati personali dell'imperatrice guidati da Lord Baibars, che crede che Ion è colui che ha assassinato Duchessa Fortuna. Trovano una via di fuga e trovano rifugio a casa della Duchessa Astha . |                   |                  |
| 16 | The night lords II. Twilight of the capital | 18 agosto 2005    | 17 febbraio 2011 |
| 16 | Padre Abel e la Duchessa Astha dirigono verso il palazzo imperiale di partecipare a una conferenza nel corso della quale essi possono avere la possibilità di fare appello a imperatrice Vradica direttamente e il nome chiaro di Ion. Lì incontrano Sir Süleyman, il quale spiega che l'omicidio di duchessa Fortuna può diventare una questione internazionale, dato che si ritiene che i funzionari vaticani sono responsabili della sua morte. Nel frattempo, Ion e la sorella Ester viaggiare attraverso la città in cerca di Mimal, un ex servo della duchessa Fortuna; quando diventano perduto, chiedono aiuto da una giovane ragazza di nome Seth Nightroad. Quando Ion ed Esther raggiungono la loro destinazione, trovano tuttavia un Auto-Jäger in bilico su un Mimal gravemente ferito. Ion è in grado di sconfiggere l'Auto-Jäger e si occupa di Mimal, che rivela che si tratta di Radu che aveva ucciso duchessa Fortuna prima che passa per le ferite riportate. L'Auto-Jäger che è stato pensato per essere attacchi morti, ferendone Ester prima di essere preso da lei. Seth riappare e inizia a trattare Esther. |                   |                  |
| 17 | The night lords III. The island of her darling children | 25 agosto 2005    | 24 febbraio 2011 |
| 17 | Mentre Esther si sta riprendendo dalle ferite, Ion incontra una Radu ancora vivente, che rivela che ha intenzione di assassinare l'imperatrice Vradica. Ha poi schernisce Ion da ricordare che la famiglia di Esther è stato ucciso da un Matusalemme e che potrebbe non essere sincero nella sua amicizia verso di lui. Prima di Radu può continuare, però, Padre Abel e la Duchessa Astha arrivano e lo inseguono fuori. Come Abel assicura che Esther è sicuro, è lasciato intendere che Seth può essere più di solo una ragazza normale. Più tardi quella sera, Ion affronta Esther sul suo passato e mette in discussione le sue vere intenzioni prima di partire per individuare Radu e lo fermarsi. Esther tenta di trovare Ion ma inaspettatamente incontra Seth, che sta svolgendo un'indagine della propria, nei pressi del mausoleo di famiglia Moldova. I due scoprono che Sir Süleyman è in combutta con Radu, che è in possesso di esplosivi e prevede di utilizzarli durante il funerale di Duchessa Fortuna. Tuttavia, Esther e Seth si trovano fuori; quest'ultimo sceglie di combattere con Süleyman in modo che Esther possa spiegare la situazione alla duchessa Astha ed è l'ultima volta che cade fuori da una scogliera. |                   |                  |
| 18 | The night lords IV. The palace of Jade | 15 settembre 2005 | 24 febbraio 2011 |
| 18 | Ion contempla i suoi sentimenti per la sorella Ester prima di andare al corteo funebre di Duchessa Fortuna. Egli cerca incautamente di uccidere Radu, ma viene facilmente sconfitto; come Radu si muove per affrontare un colpo mortale, che inaspettatamente si ferma e si sforza di informare Ion che il Rosenkreuz Orden è dietro ogni cosa, prima di tornare in quello che sembra essere fuori controllo. Esther arriva e cerca di aiutarlo, ma viene eliminato; lei viene preso in custodia con Ion dopo imperatrice Vradica ordina ai due di essere imprigionati e interrogati. Come Padre Abel e la Duchessa Astha si dirigono verso il mausoleo Moldova, un'esplosione uccide ci apparentemente l'imperatrice. Al palazzo, Esther e Ion, che sono bloccati in una cella insieme, fanno ammenda con l'altro prima di Radu che arriva e si rivela di essere stato ucciso da tempo da Dietrich, spiegando che lui aveva usato il corpo di Radu come un fantoccio sotto il suo controllo. Prima di lasciare Dietrich, Ion spara con un proiettile Radu che lo manda in un sete di sangue e poi lanciare Esther una spada d'argento, con l'intenzione per il due a uccidersi a vicenda. Ion implora Ester di ucciderlo prima che lui perde il controllo di se stesso, ma lei si rifiuta di farlo |                   |                  |
| 19 | The night lords V. A start of pilgrimage | 22 settembre 2005 | 3 marzo 2011     |
| 19 | Ester offre il suo sangue per Ion, ma lui rifiuta di farlo si trafigge con la spada di riprendere il controllo di se stesso. Si trasferisce poi a uccidersi per proteggere Ester; Tuttavia, prima di poter dare il colpo, Padre Abel arriva, spara la spada dalla sua mano, e rilascia i due, mostrando che egli ha un antidoto per Ion. Quando Ester, Ion, e la Duchessa Astha confrontano Sir Süleyman sue azioni traditori, Imperatrice Vradica si fa la sua apparizione al fianco duchessa Fortuna, che non era morto ed era stato in qualità di uno stand per l'imperatrice. Dopo rivelandosi essere Seth, l'imperatrice è sparato su da Süleyman, che manca volutamente perché non si può portare a ucciderla ed è allo stesso tempo inferto un colpo fatale per Astha. Altrove, Abel affronta il fantoccio crolla Radu ma dopo aver provato ad attivare il suo 80% in modalità Crusnik, non avendo nutrito su qualsiasi sangue di vampiro. Seth arriva e usa la sua propria forma Crusnik per sconfiggere il burattino e salvare Abel. Più tardi, Ester si prepara a partire per Roma con Abel, promettendo di vedere Ion di nuovo in futuro, mentre Abel viene a sapere che Cain Nightroad è ancora vivo. |                   |                  |
| 20 | The throne of roses I. Kingdom of the north | 29 settembre 2005 | 3 marzo 2011     |
| 20 | La Regina Brigitte II di Albion muore senza successore di prendere il suo posto, che porta alla possibilità che una potenza straniera può prendere in mano del regno. Volendo mantenere l'equilibrio tra le potenze mondiali, il Vaticano invia Papa Alessandro XVIII, insieme a Suor Ester, di Albion, che a sua volta cerca di rafforzare i suoi legami con il Vaticano. Il colonnello Mary Spencer e il conte Virgilio Walsh danno Ester e il Papa un tour del Ghetto, che si trova al di sotto Londinium, la capitale di Albion. Lì, la tecnologia avanzata di Albion è stato creato esclusivamente dal lavoro di Matusalemme, che vivono pacificamente con, ma isolata dalle Terrestri sopra di loro. Durante il tour, la sorella di Virgilio, Vanessa Walsh, tenta di rapire il Papa, che fugge con l'aiuto di Ester. Quando lei viene a conoscenza di quanto è successo, il cardinale Sforza chiede Fratello Petro e la sorella Paula per aiutare padri Abel, Leon, e William Walter Wordsworth nel trovare e proteggere Papa Alessandro XVIII, temendo che il cardinale Medici, che si rifiuta di negoziare con i vampiri, lo lascia essere ucciso e diventare un martire. |                   |                  |
| 21 | The throne of roses II. The refuge | 6 ottobre 2005    | 10 marzo 2011    |
| 21 | Il colonnello Spencer e Virgilio discutono la situazione che ruota attorno alla ribellione Matusalemme. Nel frattempo, gli agenti AX e membri dell'Inquisizione sono entrati nel ghetto e cominciare la loro ricerca di Papa Alessandro XVIII, che è diventato separato da Suor Ester ed è solo. Egli si trova nella zona residenziale della città sotterranea Matusalemme e, dopo lo svenimento alla vista di una giovane ragazza di nome Angelica, è curato da lei e altri vampiri, che non sono una parte della ribellione e impara di più sulla situazione del Matusalemme in città. Nel frattempo, Esther è catturato da Dietrich durante la ricerca per il Papa; egli rivela che si sta preparando per il prossimo arrivo di un angelo e si congeda. Angelica aiuta Papa Alessandro XVIII per guadagnare la fiducia in se stesso e poi gli mostra il suo 'luogo segreto' che aveva trovato in precedenza per caso, ma Vanessa lo trova lì e lo cattura. Padre Leon sente che il Papa è stato catturato e viene poi aiutato da Peter e Wendy, che appaiono e rivelargli il luogo di base dei ribelli. Fa per lasciar loro la posizione, ma torna a salvarli dopo che sono stati attaccati da alcuni di Dietrich Auto-Jägers. Uno va dopo Esther pure, ma Abel la salva e la rimanda fuori terra. |                   |                  |
| 22 | The throne of roses III. Lord of abyss | 13 ottobre 2005   | 10 marzo 2011    |
| 22 | Il Papa Alessandro XVIII rivela a Vanessa che non si era reso conto della situazione dei Matusalemme e desidera saperne di più su di loro. Tuttavia, il fratello e la sorella Paula Petro arrivano e si confrontano con Vanessa. Mentre il fratello Petro si accinge ad ucciderla, Papa Alessandro XVIII lo prega di risparmiare la sua vita e afferma che i Matusalemme stanno combattendo solo come ultima risorsa in una città che ha mantenuto loro prigioniero per anni. Una comprensione, Fratello Petro, si attiene agli ordini del Papa e lascia con lui e la sorella Paula. Vanessa torna a Virgilio, che denuncia la ribellione e le dice che essi possono riporre le loro speranze di una nuova generazione, uno che può vedere l'animosità tra terrestri e Matusalemme disciolti. Allo stesso tempo, più auto-Jägers iniziano ad attaccare la città sotterranea, mentre Dietrich svolge il proprio compito; alcuni di loro vanno dopo il Papa. Suor Paula rimane dietro allo stallo un'ondata di Auto-Jägers, ma più di loro arrivano e circondano Fratello Petro e il Papa, che sono salvati da Vanessa. Nel frattempo, Cain fa la sua comparsa e attacca il palazzo in cui Ester è rimasta prima di scendere nel sottosuolo. Padre Abel affronta Dietrich e lo sconfigge con il suo 80% sotto forma Crusnik prima Cain arriva alla loro posizione e inaspettatamente uccide Dietrich se stesso. Abel attacca rapidamente Cain ma vede Ester, che aveva seguito Cain nel sotterraneo, ed esita, permettendo così a Cain a che fare di lui un colpo fatale e ucciderlo. |                   |                  |
| 23 | The crown of thorns I. City in the mist | 20 ottobre 2005   | 17 marzo 2011    |
| 23 | Ester piange e si incolpa per la morte di Abel. Il cardinale Sforza va alla bara di Lilith Sahl e prende da un flacone contenente un liquido verde, che lei dà a p Tres, che lascia poi su un dirigibile diretto a Londinium. Virgilio sigilla il Ghetto per proteggere i suoi residenti e un vecchio veicolo spaziale dalla Rosenkreuz Orden e poi lascia per trovare una "stella". Nel frattempo, Isaak arriva su Londinium in un dirigibile e comincia a decimare la città come Caino fa progetti di fusione con il corpo di Abele. Virgilio va alla chiesa dove il corpo di Abele è e informa Esther che lei è il vero erede al trono di Albion, la figlia segreta del figlio assassinato della regina Brigitte II. Anche se lei continua in un primo momento a credere se stessa di essere in grado di fare qualsiasi cosa, Ester alla fine raduna la sua forza e si muove per calmare una folla fuori dal palazzo; e si scopre che è la "Stella della Speranza" che guiderà la gente come la prossima regina di Albion. Altrove, Leon, William, e Hugue tentativo di distruggere dirigibile di Isaak, ma le sue difese si rivelano troppo forti per poterle superare, anche sopportare un tuffo nel Iron Maiden dopo la sorella Kate Scott arriva e ha il fuoco aperto dirigibile. |                   |                  |
| 24 | The crown of thorns II. The lord of oath | 27 ottobre 2005   | 17 marzo 2011    |
| 24 | Gli agenti AX, Fratello Petro, suor Paola, e Vanessa coordinano i loro sforzi per utilizzare una falla nello scudo che circonda il dirigibile di Isaak a frantumarlo, permettendo all'Iron Maiden di far fuoco sul dirigibile, portandolo però a distruggere una gran parte della città. Suor Ester torna alla bara di Abel per trovare Tres versare il contenuto del flacone è stato dato in precedenza in esso. Cain poi arriva e sconfigge facilmente Tres prima di trasferirsi a fondersi con il corpo di Abel. Prima che possa farlo, tuttavia, Abel viene riproposta nel suo 100% di forma Crusnik e inizia la battaglia fuori dalla chiesa con lui, che attiva anche la sua forma Crusnik. Mentre i due si affrontano, Abel ricorda di come Cain ha usato per essere quando erano più giovani. La lotta si conclude con un pareggio dopo che contemporaneamente bussano vicenda del cielo come il sole sorge. In un secondo momento, Esther è incoronata regina del regno di Albion e benedetta da Papa Alessandro XVIII. Insieme, pregano per un nuovo mondo in cui tutte le persone possono vivere insieme in pace. Altrove, Abel, unito da Ion, lascia tranquillamente per continuare la sua ricerca di individuare Cain e distruggerlo a tutti i costi. |                   |                  |

## Volumi
| Nº | Data di prima pubblicazione | Data di prima pubblicazione | Data di prima pubblicazione | Data di prima pubblicazione |
| Nº | Giapponese                  | Giapponese                  | Italiano                    | Italiano                    |
| -- | --------------------------- | --------------------------- | --------------------------- | --------------------------- |
| 1  | 17 marzo 2004               | ISBN 978-4-04-924970-5      | 27 settembre 2007           | —                           |
| 2  | 17 luglio 2004              | ISBN 978-4-04-924976-7      | 25 ottobre 2007             | —                           |
| 3  | 17 gennaio 2005             | ISBN 978-4-04-924994-1      | 29 novembre 2007            | —                           |
| 4  | 17 giugno 2005              | ISBN 978-4-04-925003-9      | 27 dicembre 2007            | —                           |
| 5  | 17 settembre 2005           | ISBN 978-4-04-925012-1      | 31 gennaio 2008             | —                           |
| 6  | 2 febbraio 2006             | ISBN 978-4-04-925021-3      | 28 febbraio 2008            | —                           |
| 7  | 15 luglio 2006              | ISBN 978-4-04-925029-9      | 29 marzo 2008               | —                           |
| 8  | 16 dicembre 2006            | ISBN 978-4-04-925038-1      | 24 aprile 2008              | —                           |
| 9  | 17 maggio 2007              | ISBN 978-4-04-925043-5      | 29 maggio 2008              | —                           |
| 10 | 16 febbraio 2008            | ISBN 978-4-04-925057-2      | 29 marzo 2009               | —                           |
| 11 | 17 ottobre 2008             | ISBN 978-4-04-925064-0      | 31 maggio 2009              | —                           |
| 12 | 24 agosto 2009              | ISBN 978-4-04-925068-8      | 31 luglio 2010              | —                           |
| 13 | 24 novembre 2010            | ISBN 978-4-04-925072-5      | 18 giugno 2011              | —                           |
| 14 | 24 ottobre 2011             | ISBN 978-4-04-854692-8      | 9 giugno 2012               | —                           |
| 15 | 24 agosto 2012              | ISBN 978-4-04-925078-7      | 22 giugno 2013              | —                           |
| 16 | 23 marzo 2013               | ISBN 978-4-04-925079-4      | 21 dicembre 2013            | —                           |
| 17 | 24 marzo 2014               | ISBN 978-4-04-121042-0      | 22 novembre 2014            | —                           |
| 18 | 24 marzo 2015               | ISBN 978-4-04-102770-7      | 14 novembre 2015            | —                           |
| 19 | 24 marzo 2016               | ISBN 978-4-04-104090-4      | 2 febbraio 2017             | ISBN 978-88-912-6310-0      |
| 20 | 24 aprile 2017              | ISBN 978-4-04-105556-4      | 21 settembre 2017           | ISBN 978-88-912-6684-2      |
| 21 | 24 aprile 2017              | ISBN 978-4-04-106957-8      | 20 dicembre 2018            | ISBN 978-88-912-8646-8      |